# 私鉄

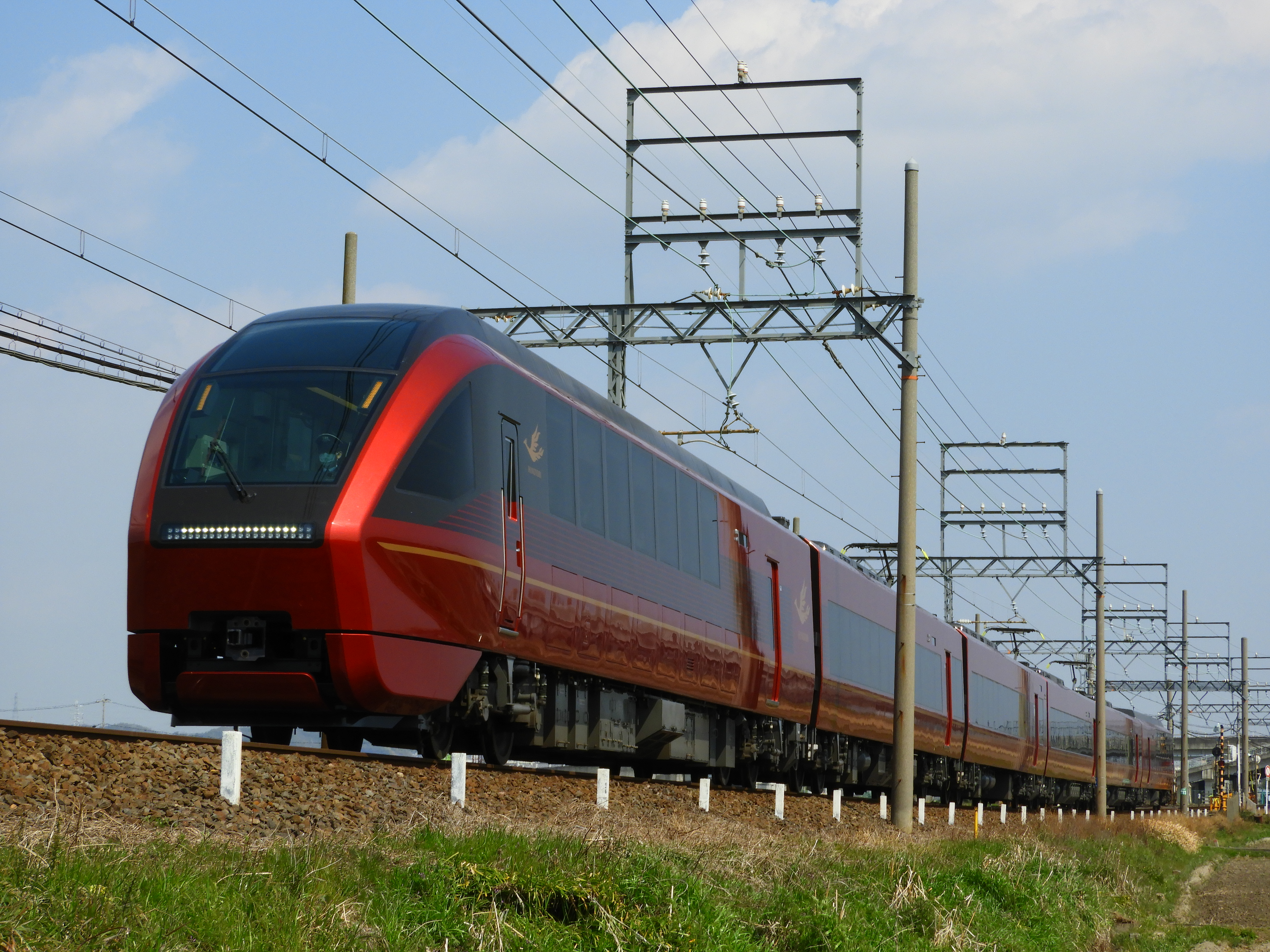
日本の大手私鉄の中で営業キロが一番長い近畿日本鉄道（近鉄）の特急「ひのとり」

私鉄（してつ、Private railway）は、私企業のみにより運営が行われる鉄道や軌道、またはその事業者をさす言葉である。

## アメリカ合衆国の私鉄
今日のアメリカ合衆国における私鉄は、自動車と航空機の普及後も、長大編成の貨物列車が象徴するように貨物輸送において一定の規模と存在感を保っている。私鉄各社は収益に応じて一級▪二級▪三級に分類されており、それらがアメリカ本土に一大貨物鉄道網を形成している。
それに対し旅客輸送においては、同国の私鉄は一般客向けの定期旅客列車を運行していない。鉄道を所有する企業は社内の輸送システムとして使うだけである。
かつては中近距離旅客輸送を担ったインターアーバンと呼ばれる都市間電車を運転する企業が全米各地に存在したが、モータリゼーションの進展によりほとんどが撤退し、わずかに残ったものも公営化済みである。

## 大韓民国の私鉄
日本統治下の私鉄路線は、韓国ではアメリカ占領時期に国有化された。これに伴い、朝鮮鉄道や京春鉄道などの路線が1946年5月7日国有化され、咸平軌道などの路面電車だけが私鉄として残された。その後、1960年代に路面電車が全廃され、韓国の鉄道は完全に国有のみとなった（その後、ソウル地下鉄1号線の開業などで、国有以外の公営鉄道も増えている）。
現在、韓国において「私鉄」とされる国有鉄道・公営鉄道以外の路線は、全羅南道和順郡の和順線や、慶尚北道浦項市のポスコ線といった専用鉄道のみとなっている。
なお2000年代に入り、空港鉄道やソウル市メトロ9号線、新盆唐線など、民間資本を取り入れた鉄道事業者が複数設立されている。ただし、路線運営のみを担う形であり、施設そのものは政府や自治体が保有する形態（上下分離方式）がとられているため、日本でいう「私鉄」とはやや異なる。

## 中華人民共和国の私鉄
2022年1月8日に開通した杭台高速铁路は、中国で初めて民営会社によって計画された高速鉄道路線であり、開業当初から民営会社が運行する私鉄路線である。
また、政府と社会資本のパートナーシップモデル（PPP）を用いて建設・運行された都市鉄道輸送路線（北京地下鉄4号線など）がいくつかある。
かつては不動産競売を経て私鉄となった羅定鐵路も該当していたが、2018年に借金のため政府に差し押さえられた。

## ドイツの私鉄
1949年以降のドイツにおける私鉄は、Nichtbundeseigene Eisenbahn（連邦政府が所有しない鉄道）と呼ばれる。民間の投資家や地方公共団体が所有するものを指し、中には公営企業として運営されるものもある。監督官庁も連邦鉄道局(en)ではなく、州政府であることが多い。各社の運行範囲も様々で、ノルトヴェストバーンのように地域輸送を担う事業者もあれば、ロコモア（現・LEOエクスプレス）のように国際列車を運行する事業者もある。

## 日本の私鉄

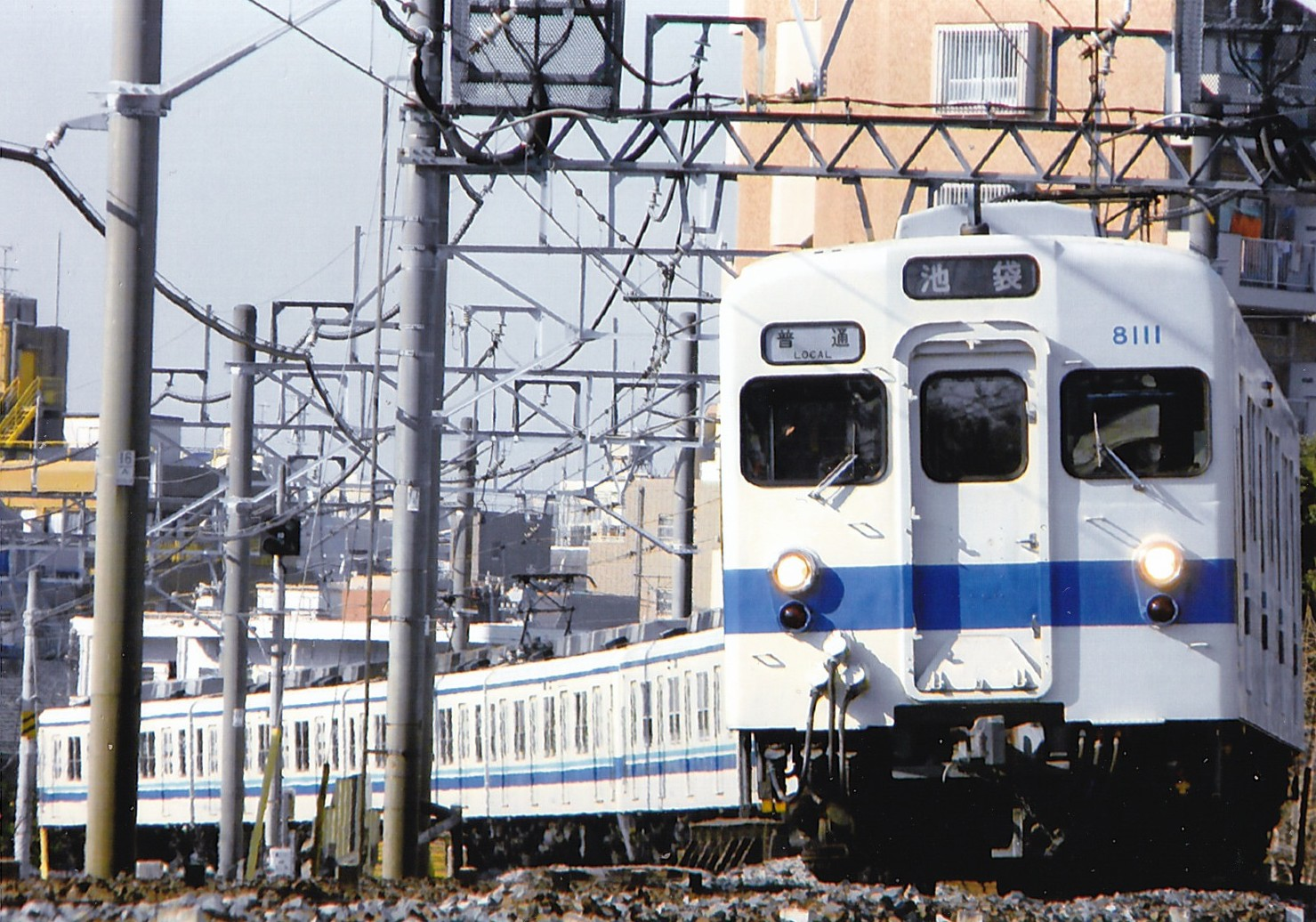
私鉄車両で最大製造数を誇った東武8000系電車

本項目での「私鉄」は以下の「日本における定義」に従っている。

### 日本における定義
日本では、民営鉄道（みんえいてつどう、略称「民鉄」=みんてつ）とも呼称され、JRグループや第三セクター鉄道、公営の地下鉄、場合によっては東京地下鉄（東京メトロ）などの鉄道や軌道を除く、いわゆる日本民営鉄道協会（民鉄協）に属する鉄道事業者を指すことがある。
1987年の国鉄分割民営化により、すべてのJR各社もすでに組織形態は公社ではなく私企業（株式会社）となっている。JR貨物とJR北海道・JR四国が依然として全発行済み株式を鉄道建設・運輸施設整備支援機構に保有され、旅客鉄道株式会社及び日本貨物鉄道株式会社に関する法律（JR会社法）による規制を受ける特殊会社である一方、JR東日本・JR西日本・JR東海（本州3社）とJR九州は、株式上場後民間保有の株式の割合が高くなったことから、JR会社法による規制から外れ、その後いずれも完全民営化がすでに完了したため、事実上民間の鉄道事業者であるといえる。
しかし、歴史的な経緯から、「私鉄」という場合、JR各社は含めないのが一般的である。これは、「私鉄」が「国鉄」の対義語であり、JRが日本国有鉄道改革法（国鉄改革法）で「日本国有鉄道（国鉄）」の事業を引き継いだ法人と位置づけられているからである。また、JR自体も「JR線」と「私鉄線」を別けて表示している。
完全民営化された本州3社が民鉄協に非加入で、JR各社の労働組合も、国鉄時代から活動している国鉄労働組合（国労）か国鉄動力車労働組合（動労）・鉄道労働組合（鉄労）などを前身とする全日本鉄道労働組合総連合会（JR総連）・日本鉄道労働組合連合会（JR連合）のいずれかに属し、この点でも日本私鉄労働組合総連合会（私鉄総連）などに加入している組合が多い他の鉄道事業者とは一線を画する。ただし、少数派の組合である全国鉄動力車労働組合（全動労）はその後JR以外の組合と組織統合し、全日本建設交運一般労働組合（建交労）という上部団体を結成した。建交労には私鉄の組合も存在する。
一方、東京地下鉄（東京メトロ）は帝都高速度交通営団（営団地下鉄）時代から民鉄協に加入し、大手私鉄の一つに数えられ、その労働組合も営団時代から私鉄総連に加入しているが、民営化後の2023年現在でも全株式を日本国政府及び東京都が保有し、東京地下鉄株式会社法の規制を受ける特殊会社である。また、株式会社の形態ながらも自治体が出資する第三セクター鉄道の中にも青い森鉄道や神戸高速鉄道など民鉄協に加入する事業者がある。一方、旧大阪市交通局から民営化された大阪市高速電気軌道（Osaka Metro）は民鉄協には加入しておらず、その労働組合も私鉄総連には加入していない。
したがって、日本における私鉄（民鉄）の定義としては、概して言えばJRを除いた民間事業者による鉄道ということになる。国鉄及びその承継法人ではない民間企業の形態をとる事業者の運営による鉄道・軌道及び事業者自体を指し、狭義では公営企業・東京メトロ・Osaka Metro・第三セクター鉄道の鉄道・軌道と事業者自体を含めず、最も広義ではそれらも含める。
国土地理院の線路の区分では以前は「私鉄」と書かれていた物は、JR発足後は「JR線以外」と記載されている。

### 経営規模における私鉄の区分
日本の私鉄各社は経営規模等によって大手私鉄と中小私鉄に区分される（中小私鉄の中でも規模の大きい会社を準大手私鉄として3つに区分することもある）。これらの区分は民鉄協によるもので、明確な定義・基準は存在しない。国土交通省においても民鉄協による区分が用いられる。
明治期は以下が5大私鉄とされた。
- 日本鉄道
- 山陽鉄道
- 関西鉄道
- 九州鉄道
- 北海道炭礦鉄道

詳細は、これらの各項目を参照のこと。

### 私鉄各社の事業展開
私鉄各社は鉄道事業のほか、異業種にその企業の直営または企業グループによって参入しているのが顕著に見られ、多種の異業種に亘って事業展開する鉄道事業者の企業グループが幾つも見られる（殊に大手私鉄）。異業種では、百貨店、不動産業、レジャー関連、宿泊施設などが挙げられ、不動産業においては沿線のデベロッパーとなってきた事業者もある。
東急電鉄、京王電鉄、南海電気鉄道、西武鉄道、阪急電鉄、近畿日本鉄道、名古屋鉄道、西日本鉄道のように、鉄道事業以外では企業グループ全体が自社沿線を超えた事業活動をする事業者（不動産事業では紀州鉄道、バス事業では小田急電鉄、旅行業では東武鉄道も該当する）も存在する。
しかし、分割民営化後のJR各社もその関連企業が鉄道事業以外に多種の事業展開を行っており、私鉄各社のみに顕著な特徴ではなくなった。

### 地図上の区分
日本においては、国土地理院発行の地形図では、JR線とそれ以外の鉄道線路は記号が異なる。市販の時刻表の索引地図においてもJRと他の事業者の鉄道路線は異なる記号となっている。このような国鉄またはその民営化・組織改編で成立した鉄道事業者による鉄道線と他の事業者による鉄道線とを地図等の表示において記号で区分するのは、日本以外ではほとんど例を見ない。

### その他
- 大分県：普通鉄道・軌道の私鉄事業者が存在しない（大分交通耶馬渓線が1975年に廃止されたため消滅）が、ロープウェイ・ケーブルカーの路線が存在する。
- 宮崎県：鉄道・軌道・索道を含めて私鉄事業者が存在しない（高千穂鉄道が2008年に廃止されたため消滅）。
- 沖縄県：現在、軌道法における沖縄都市モノレールと索道のザ シギラリフト オーシャンスカイの二つのみが存在し、県内の全鉄道路線が私鉄である。